# Disgenesia tiroidea
La disgenesia tiroidea o agenesia della tiroide è una delle cause di ipotiroidismo congenito in cui la tiroide è assente, ectopica o gravemente sottosviluppata.
Essa non deve essere confusa con la carenza di iodio o con altre forme di ipotiroidismo congenito in cui la tiroide è presente ma non funzionante correttamente.
Ipotiroidismo congenito causato da disgenesia tiroidea può essere associato con la proteina PAX8.

## Tiroide ectopica
Una tiroide ectopica è una forma di disgenesia tiroidea in cui una porzione o l'intera tiroide si trova in un'altra parte del corpo rispetto alla sua naturale collocazione. Una ghiandola tiroidea completamente ectopica può essere posizionata in qualsiasi punto lungo il percorso della discesa della tiroide durante lo sviluppo embrionale, anche se più comunemente sulla base della lingua. In questa posizione, la ghiandola è nota come una tiroide linguale. In altri casi la tiroide può trovarsi anche al di sotto dell'osso ioide. Possono verificarsi anche casi di parti di tessuto tiroideo ectopico ("tessuto tiroideo accessorio"). Il tessuto tiroideo accessorio può essere funzionale ma è generalmente insufficiente per la normale funzione se la ghiandola tiroidea principale viene interamente rimossa.
La tiroide linguale è 4-7 volte più comune nelle donne, con lo sviluppo dei sintomi durante la pubertà, la gravidanza o la menopausa. Tuttavia la condizione può essere asintomatica o dare sintomi come disfagia (difficoltà a deglutire), disfonia (difficoltà a parlare ) e dispnea (difficoltà nella respirazione).